# Batalla de Yahagigawa
La Batalla de Yahagigawa (矢作川の戦い Yahagigawa no Tatakai?) tuvo lugar en 1181. Retirándose de la Batalla de Sunomatagawa, Minamoto no Yukiie trató de resistir destruyendo el puente sobre el río Yahagi (矢作川Yahagi-gawa) y la colocación de un muro de escudos defensivos. Sin embargo se vio obligado a retirarse al final, pero el Clan Taira canceló la persecución cuando su líder, Taira no Tomomori enfermó